# Cashmere (Virginia Occidental)
Cashmere es un área no incorporada ubicada dentro del Distrito Oeste, una división civil menor del condado de Monroe (Virginia Occidental), Estados Unidos. Está catalogada como un asentamiento humano por la Junta de Nombres Geográficos de los Estados Unidos.
El número de identificación (ID) asignado por el Servicio Geológico de Estados Unidos es 1550643.

## Geografía
Se encuentra a una altitud de 594 metros sobre el nivel del mar (1949 pies) según el conjunto de datos de elevación nacional.